# Hjularöd slot
Hjularöd slot er et svensk slot i Harlösa sogn i Eslöv kommune i Skåne.
Slottet omtales første gang i 1391, men det nuværende slot blev opført i 1894-1897 af kammerherre Hans Gustaf Toll. Forbillederne for slottet kom fra den franske middelalder, specielt Château de Pierrefonds, som på det tidspunkt nyligt var blevet renoveret under stor opmærksomhed. Det nye slot blev tegnet af arkitekterne Isak Gustaf Clason og Lars Israel Wahlmann.
Udendørsscener fra den svenske tv-julekalender Mysteriet på Greveholm fra 1996 blev indspillet i Hjularöds borggård lige som opfølgeren Mysteriet på Greveholm – Grevens återkomst fra 2012.
Slottet ejes af familien Bergengren og er ikke offentlig tilgængeligt.